# Rein Aun
Rein Aun (n. 5 octombrie 1940, Tallin, RSS Estonă, URSS – d. 11 martie 1995, Tallinn, Estonia) {a fost un atlet estonian, medaliat olimpic. A participat la două ediții ale Jocurilor Olimpice ( 1964, 1968) în care a câștigat o medalie de argint în proba de decatlon.

## Palmares
| An   | Competiție           | Locație                 | Loc | Note |
| ---- | -------------------- | ----------------------- | --- | ---- |
| 1964 | Jocurile Olimpice    | Tokio, Japonia          | 2   | 7842 |
| 1966 | Campionatul European | Budapesta, Ungaria      | 5   | 7378 |
| 1968 | Jocurile Olimpice    | Ciudad de México, Mexic | –   | NT   |